# Culex kyotoensis
Culex kyotoensis är en tvåvingeart som beskrevs av Yamaguti och Lacasse 1952. Culex kyotoensis ingår i släktet Culex och familjen stickmyggor. Inga underarter finns listade i Catalogue of Life.